# IHF-Pokal 1992/93
Am IHF-Pokal 1992/93 nahmen 29 Handball-Vereinsmannschaften teil, die sich in der vorangegangenen Saison in ihren Heimatligen für den Wettbewerb qualifiziert hatten. Es war die 12. Austragung des IHF-Pokals und die letzte unter dieser Bezeichnung. Der Titelverteidiger war SG Wallau/Massenheim. Im Finale konnte sich TEKA Santander gegen Bayer Dormagen durchsetzen.

## Modus
Alle Runden inklusive des Finales wurden im K.-o.-System mit Hin- und Rückspiel durchgeführt. SKA Minsk, SG Leutershausen und TEKA Santander zogen durch Freilos in die 2. Runde ein.

## 1. Runde
|                          | Gesamt |                           | Hinspiel | Rückspiel |
| ------------------------ | ------ | ------------------------- | -------- | --------- |
| Kolkheti Poti            | 39:64  | ZSKA Moskau               | 19:31    | 20:33     |
| Union Beynoise           | 40:48  | HC Linz AG                | 25:25    | 15:23     |
| RK Sirela                | 42:44  | Baník Karviná             | 26:22    | 16:22     |
| SC Szeged                | 42:43  | Steaua Bukarest           | 21:16    | 21:27     |
| RTV Basel                | 40:38  | V&L Geleen                | 22:18    | 18:20     |
| Red Boys Differdange     | 42:59  | US Créteil HB             | 28:33    | 14:26     |
| FC Porto                 | 41:38  | ASE Doukas Athen          | 28:20    | 13:18     |
| HC Browary               | 57:43  | RK Victoria               | 31:23    | 26:20     |
| KS Pogon Zabrze          | 38:41  | SAAB Linköping            | 19:21    | 19:20     |
| Runar IL Stavanger       | 50:40  | Víkingur Reykjavík        | 23:14    | 27:26     |
| HC Port Burgas           | 39:54  | Kolinska Slovan Ljubljana | 20:24    | 19:30     |
| Eti Biscuileri Eskisehir | 41:42  | Ortigia Siracusa          | 21:19    | 20:23     |
| Bayer Dormagen           | 56:34  | Hapoel Petach Tikwa       | 30:16    | 26:18     |

## 2. Runde
|                    | Gesamt |                           | Hinspiel | Rückspiel |
| ------------------ | ------ | ------------------------- | -------- | --------- |
| TEKA Santander     | 48:41  | ZSKA Moskau               | 26:16    | 22:25     |
| Baník Karviná      | 36:40  | HC Linz AG                | 24:17    | 12:23     |
| RTV Basel          | 46:63  | Steaua Bukarest           | 29:28    | 17:35     |
| FC Porto           | 45:52  | US Créteil HB             | 23:25    | 22:27     |
| SAAB Linköping     | 41:38  | HC Browary                | 24:18    | 17:20     |
| Runar IL Stavanger | 40:43  | SG Leutershausen          | 21:20    | 19:23     |
| SKA Minsk          | 38:37  | Kolinska Slovan Ljubljana | 24:20    | 14:17     |
| Bayer Dormagen     | 40:34  | Ortigia Siracusa          | 18:14    | 22:20     |

## Viertelfinale
|                | Gesamt |                    | Hinspiel | Rückspiel |
| -------------- | ------ | ------------------ | -------- | --------- |
| TEKA Santander | 52:41  | HC Linz AG         | 31:22    | 21:19     |
| US Créteil HB  | 42:51  | Steaua Bukarest    | 26:25    | 16:26     |
| SAAB Linköping | 39:47  | SG Leutershausen   | 16:22    | 23:25     |
| SKA Minsk      | 48:58  | TSV Bayer Dormagen | 26:29    | 22:29     |

## Halbfinale
|                    | Gesamt |                  | Hinspiel | Rückspiel |
| ------------------ | ------ | ---------------- | -------- | --------- |
| Steaua Bukarest    | 41:57  | TEKA Santander   | 16:26    | 25:31     |
| TSV Bayer Dormagen | 42:38  | SG Leutershausen | 18:14    | 24:24     |

## Finale
Das Hinspiel in Leverkusen fand am 22. Mai 1993 statt und das Rückspiel in Santander am 30. Mai 1993.
|                | Gesamt |                | Hinspiel | Rückspiel |
| -------------- | ------ | -------------- | -------- | --------- |
| Bayer Dormagen | 44:46  | TEKA Santander | 24:20    | 20:26     |